# Meg Griffin
Megatron Harvey Oswald „Meg” Griffin egy kitalált szereplő a Family Guy című animációs sorozatban. Legidősebb gyermeke Lois Griffinnek és Peter Griffinnek, testvérei Chris és Stewie. A James Woods középiskola végzős diákja, ahol sikertelenül elfogadásért és népszerűségért küzd.

## Személyisége
Meg egy zavart és félénk tizenhat-tizennyolc éves lány. A zavartsága miatt az iskola menő tagjai közé próbál tartozni, de ennek az egyetlen eredménye, hogy ridegen elutasítja Connie D'Amico, aki egy érzéketlen, egoista és felelőtlen pompomlány. Továbbá ő áll a család csipkedési rangsora legalján, Peter vicceinek mindig a lány "csúnyasága", társadalmi ügyetlensége és a népszerűtlensége az alapja. Mindenki a családban, különösen Peter és Chris minden lehetséges módon viccet csinál belőle. Azonban egy másik diák, Neil Goldman, vonzódik hozzá. Látens transznemű. Tud madárhangokat. Titokban férfinak tekinti magát, amire az egyik epizódban fény derül.

## Megjelenés
Meg általában rózsaszín sapkát és szemüveget visel. Továbbá mindig rózsaszín fehér pólót, kék farmert és fehér szandált visel. A lány jelentősen alacsonyabb öccsénél. Meg sosem elégedett a megjelenésével ("Olyan kövér és csúnya vagyok"). Nevét (Megatron Griffin) akkor kapta, amikor Peter viccből átírta az anyakönyvi kivonatát, amire egy bejátszásból derül fény.